# Fernand Janisse
Fernand Janisse, né le 15 novembre 1906 aux Mesnuls et mort le 17 janvier 1989 à Gattières, est un ingénieur du son du cinéma français, actif des années 1940 aux années 1960.

## Filmographie
- 1946 : Martin Roumagnac (assistant son)
- 1947 : Le Château de la dernière chance (ingénieur du son)
- 1948 : Si jeunesse savait (ingé. son)
- 1949 : Le Mystère de la chambre jaune (ingé. son)
- 1949 : Tabusse (ingé. son)
- 1949 : Le Parfum de la dame en noir (ingé. son)
- 1949 : Le Martyr de Bougival (ingé. son)
- 1950 : Piédalu au centre d'accueil (court métrage) (ingé. son)
- 1950 : Le Crime des justes (ingé. son)
- 1950 : Le Gang des tractions-arrière (ingé. son)
- 1951 : Maître après Dieu (ingé. son)
- 1951 : La Poison (ingé. son)
- 1952 : Jocelyn (ingé. son)
- 1952 : Ouvert contre X (ingé. son)
- 1952 : Je l'ai été trois fois (ingé. son)
- 1952 : Violettes impériales (ingé. son)
- 1953 : La Dame aux camélias (assistant son)
- 1955 : Les Fruits de l'été (assistant son)
- 1958 : Les Bijoutiers du clair de lune (assistant son)
- 1959 : Marie-Octobre (ingé. son)
- 1959 : La Sentence (assistant son)
- 1961 : Les Vierges de Rome (ingé. son)
- 1961 : Le Cœur battant (recorder)
- 1962 : Cartouche (assistant son)
- 1962 : Le Diable et les Dix Commandements (ingé. son)
- 1963 : À cause, à cause d'une femme (assistant son)
- 1964 : Banco à Bangkok pour OSS 117 (ingé. son)
- 1964 : Les Gorilles (ingé. son)
- 1966 : Monsieur le président-directeur général de Jean Girault (assistant son)
- 1967 : J'ai tué Raspoutine (assistant son)
- 1968 : Le Tatoué (assistant son)
- 1968 : Le Gendarme se marie (assistant son)